# Duby ve Školní ulici
Duby ve Školní ulici jsou tři památné stromy, duby letní (Quercus robur) v Klášterci nad Ohří v okrese Chomutov v Ústeckém kraji. Rostou v areálu základní a mateřské školy v severní části města.
Koruny stromů sahají do výšky 24, 24 a 21 m, obvody kmenů měří 444, 386 a 334 cm (měření 2009). V roce 2009 bylo odhadováno stáří stromů na 200 let. Duby jsou chráněné od roku 1976 jako stromy s významným vzrůstem.

## Stromy v okolí
- Dub u koupaliště
- Jírovec v Miřeticích
- Ježíšův dub